# Dennis de Vries
Dennis de Vries (Alphen aan den Rijn, 8 augustus 1984) is een Nederlands leraar, politicus en bestuurder. Sinds 9 juni 2022 is hij wethouder van Utrecht namens de PvdA.

## Maatschappelijke carrière
De Vries ging naar het CIOS in Haarlem en naar de pabo in Utrecht. Hij volgde een Master Educational Needs aan de Fontys Hogeschool en behaalde er zijn Master of Education. Hij was werkzaam als leraar basisonderwijs en locatieleider basisonderwijs in Overvecht. Hij was ook eigenaar van Dennis de Vries Onderwijsadvies en training, directeur-bestuurder van Stichting Vreedzaam, voorzitter van Stichting Durf te Dromen, en lid van de werkgroep educatie van de Radicalisation Awareness Network (RAN) van de Europese Commissie.

## Politieke carrière
In zijn studietijd was De Vries actief voor de SP. Hij was namens de PvdA van 22 december 2021 tot 23 mei 2022 commissielid van Stichtse Vecht. Op 9 juni 2022 werd hij namens de PvdA wethouder van wonen & volkshuisvesting, jeugd & jeugdzorg, buurt- & wijkgericht werken, mbo, vastgoed, wijk Zuidwest en wijk Noordwest in Utrecht. Namens de gemeente Utrecht werd hij lid van de raad van advies van de Stichting Forum voor Stedelijke Vernieuwing en plaatsvervangend lid van het algemeen bestuur van de GGD regio Utrecht (GGDrU).
Naast de PvdA werd De Vries ook lid van GroenLinks.

## Privéleven
De Vries trouwde en kreeg twee zoons. Hij verhuisde rond zijn 20ste van Alphen aan den Rijn naar Utrecht. Hij woonde in de Betonbuurt, in Maarssenbroek en op de Lage Weide. Hij kreeg een passie voor judo.